# Enicospilus skeltonii
Enicospilus skeltonii là một loài tò vò trong họ Ichneumonidae.

## Hình ảnh

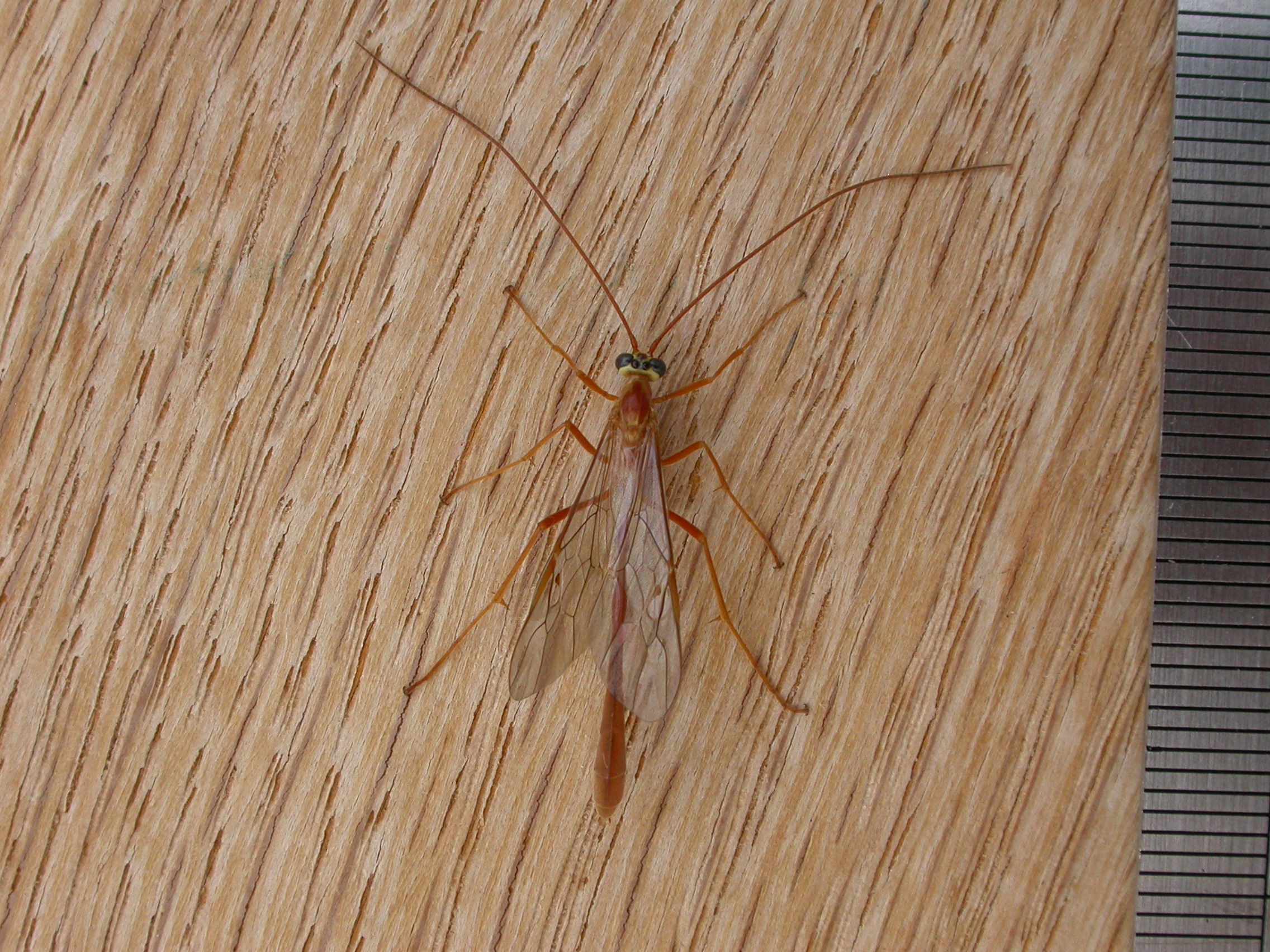
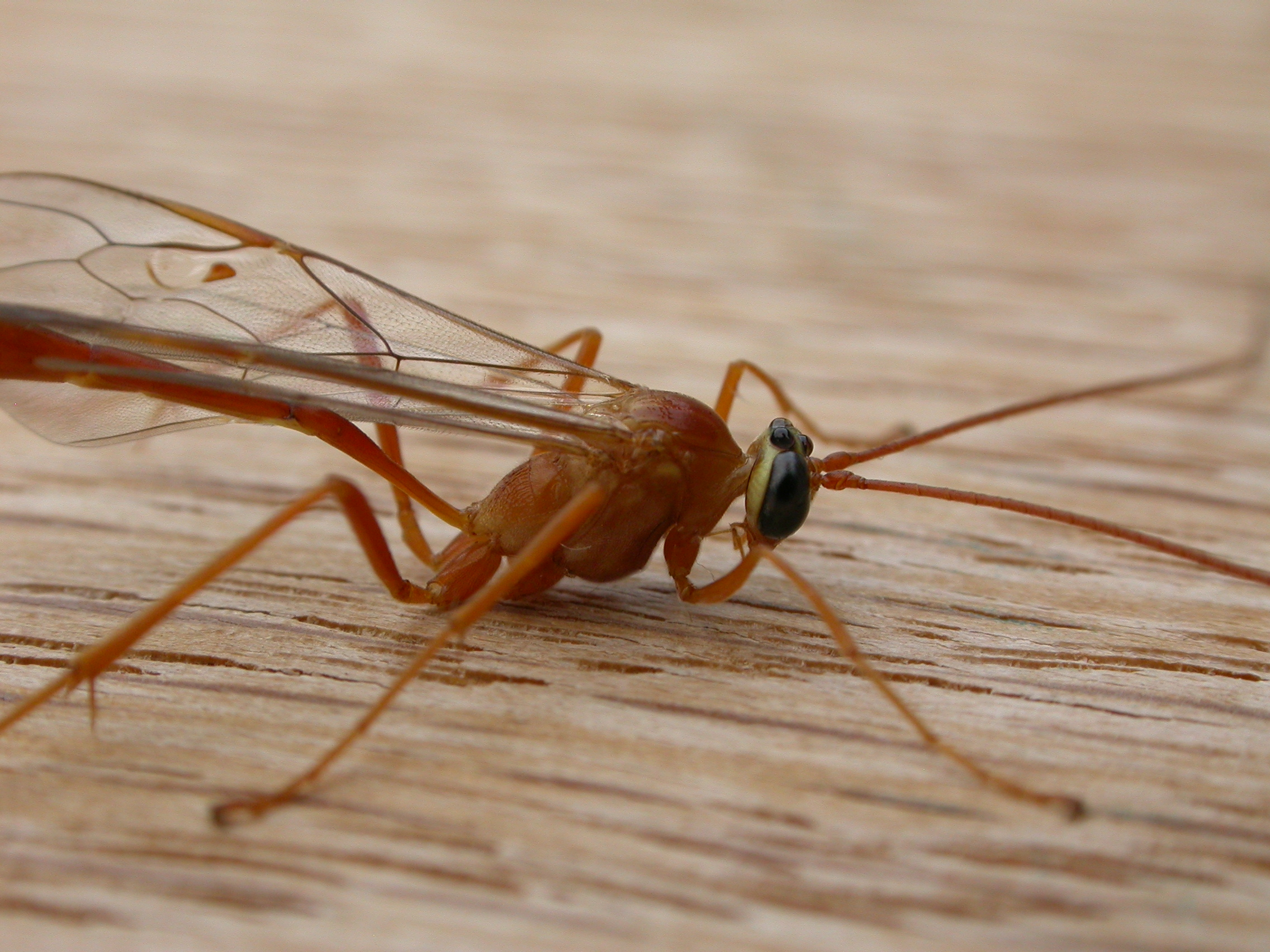
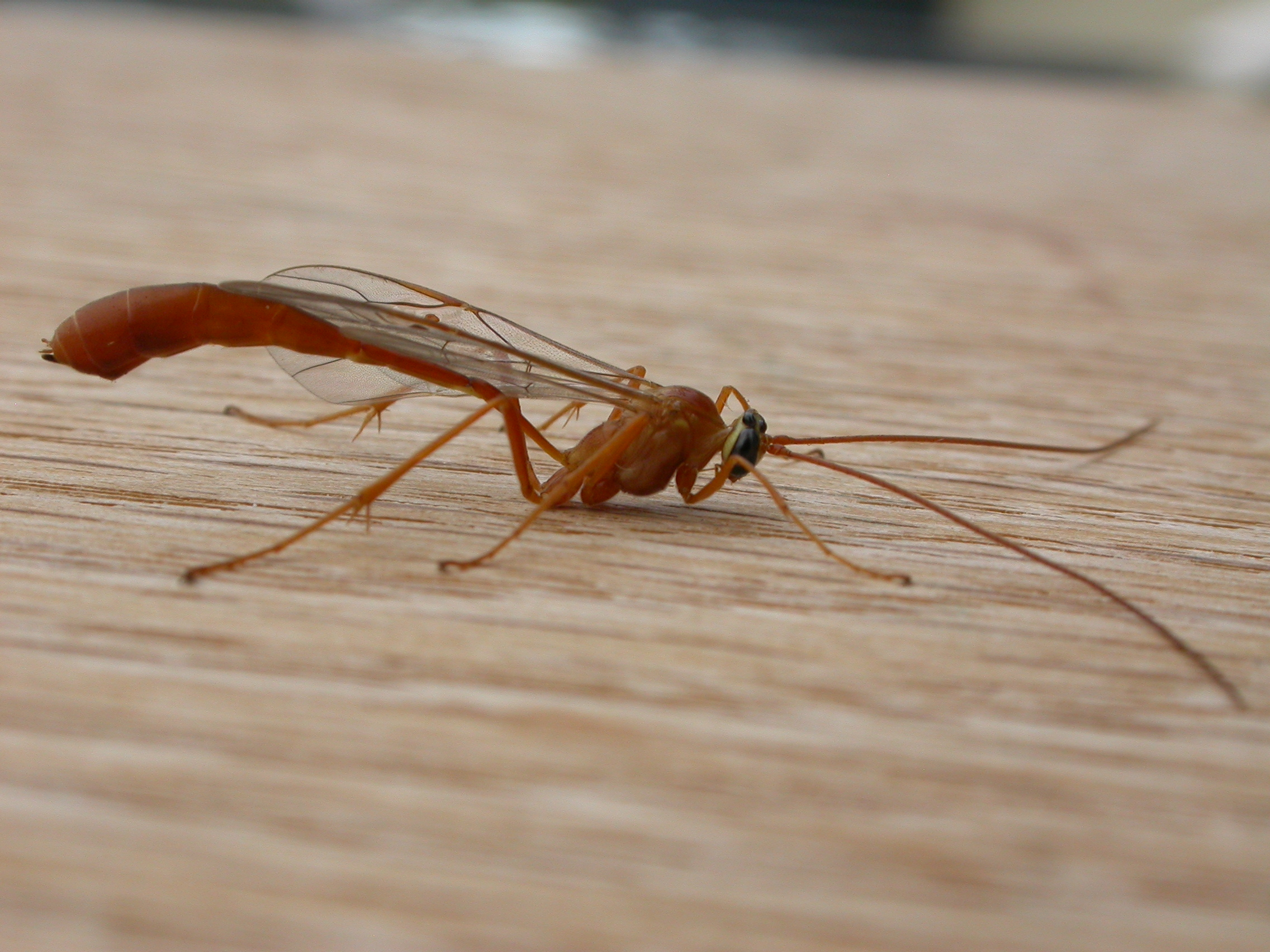
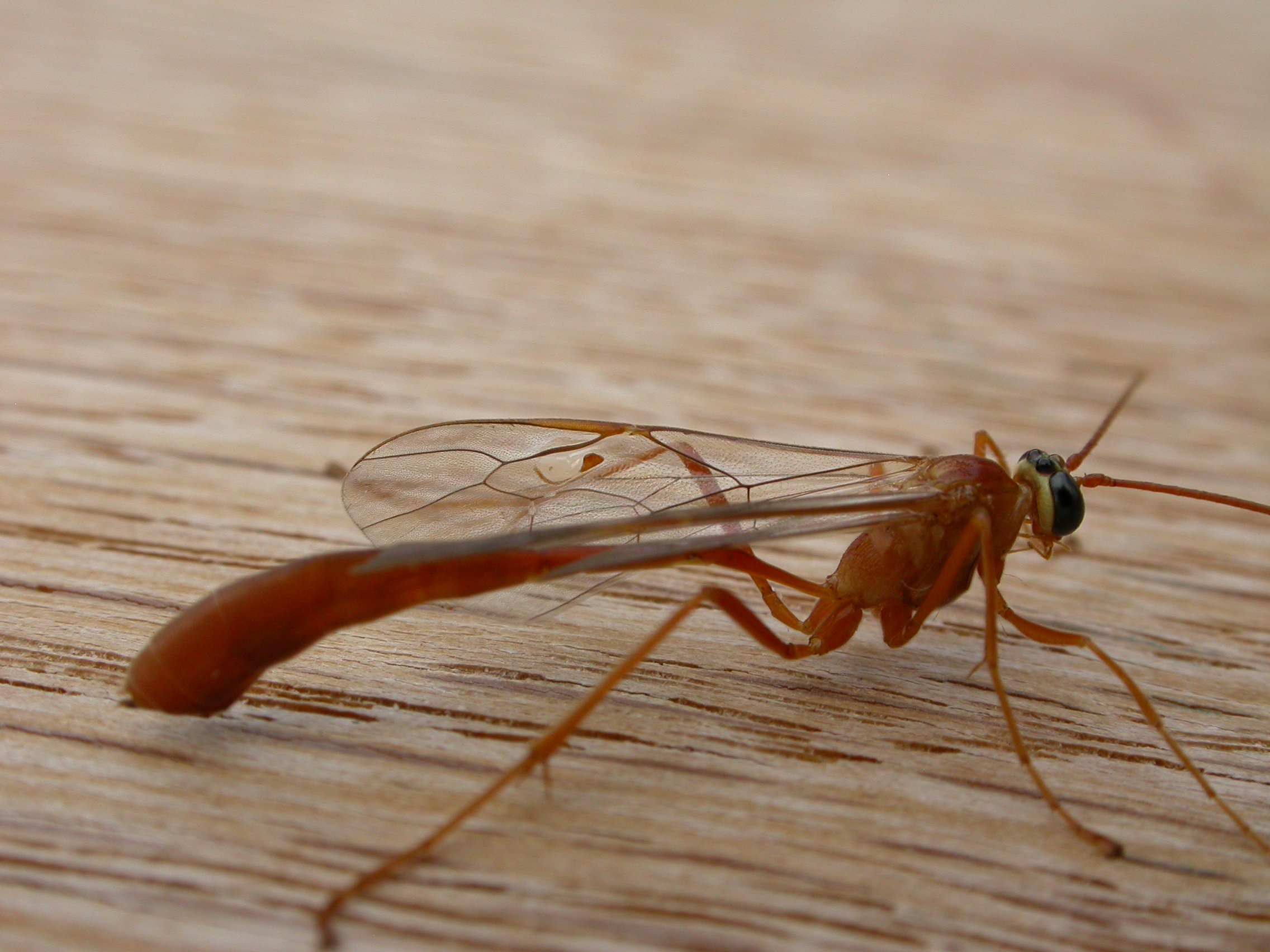